# Região hidrográfica Amazônica

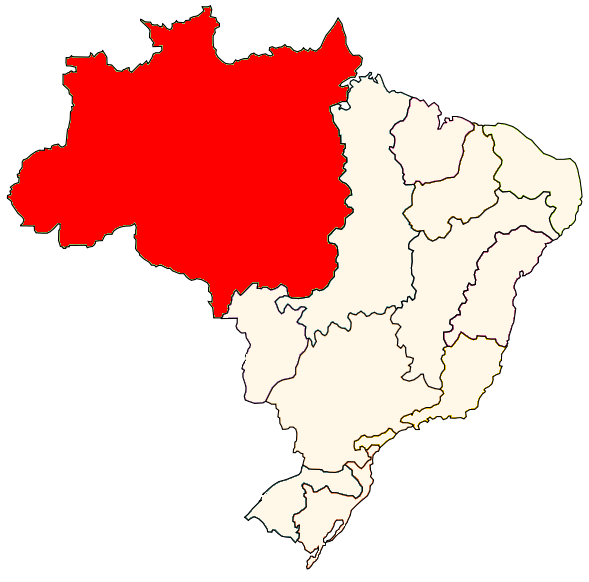
Localização da Região hidrográfica Amazônica no Brasil.

A região hidrográfica Amazônica é uma das doze regiões hidrográficas do Brasil, com área de 3 800.000 km² (quase 45% do território brasileiro), sendo a maior de todas, e é composta por sete estados brasileiros (Acre, Amazonas, Rondônia, Roraima, Amapá, Pará e, Mato Grosso). Possui uma extensa rede de rios conectados, com por exemplo: Amazonas, Xingu, Solimões, Madeira e, Negro. Formando 81% das águas superficiais do país.
O Conselho Nacional de Recursos Hídricos (CNRH) do Brasil fez a Divisão Hidrográfica Nacional (DHN250) em 12 regiões hidrográficas. O Instituto Brasileiro de Geografia e Estatística (IBGE) e a ANA também fizeram um divisão chamada de Base de Bacias Hidrográficas do Brasil (BHB250). Os limites da bacia hidrográfica são os relevos (divisores de água) que direcionam a água da chuva aos rios.
Esta região hidrográfica faz parte da bacia do rio Amazonas, com área de 7 milhões de quilômetros quadrados, composta por sete países da latino-americanos: Brasil, Peru, Bolívia, Colômbia, Equador, Venezuela e Guiana.